# Kathryn Keeler
Kathryn „Kathy“ Elliott Keeler (* 3. November 1956 in Galveston, Texas) ist eine ehemalige US-amerikanische Ruderin und Olympiasiegerin.
Kathryn Keeler gewann bei den Weltmeisterschaften 1982 in Luzern die Silbermedaille im Vierer mit Steuerfrau in der Besetzung Kathryn Keeler, Carol Bower, Harriet Metcalf, Barbara Kirch und Steuerfrau Valerie McClain-Ward. Im Jahr darauf war Keeler die einzige aus dem Vorjahres-Vierer, die bei den Weltmeisterschaften mit dem Vierer den fünften Platz belegte. 1984 wechselte Keeler in den Achter und gewann in dieser Bootsklasse die Goldmedaille bei den Olympischen Spielen in Los Angeles.
Keeler schloss ein Studium an der Wesleyan University ab und heiratete den Rudertrainer Harry Parker.